# Gadê
Gadê (chiń. 甘德县; pinyin: Gāndé Xiàn; tyb. དགའ་བདེ་རྫོང་, Wylie: dga' bde rdzong, ZWPY: Gadê Zong) – powiat w środkowych Chinach, w prowincji Qinghai, w prefekturze autonomicznej Golog. W 1999 roku liczył 23 687 mieszkańców.